# Partido de los Pensionistas (Italia)
El Partido de los Pensionistas (Partito Pensionati, PP) es un partido político italiano dirigido a defender los intereses de los jubilados y pensionistas. Se fundó en 1987 en Milán y su líder actual es Carlo Fatuzzo.
En las elecciones europeas de 2004 obtuvo el 1,1% de los votos y un eurodiputado, que se unió al grupo parlamentario del Partido Popular Europeo.
El 4 de febrero de 2006, el partido se unió a La Unión, coalición de centroizquierda liderada por Romano Prodi, y fue decisivo en el resultado de las elecciones generales de 2006 (el PP obtuvo el 0,9% y el de centroizquierda ganó por un margen de 0,1%), pero poco después de éstas su la alianza con el centroizquierda se volvió frío y tensa. El 20 de noviembre de 2006, Carlo Fatuzzo junto a diputados de Forza Italia, anunció que su partido se unía al centroderecha de la Casa de las Libertades.
En las elecciones europeas de 2009 el partido se presentó como parte del Polo de la Autonomía, logrando un eurodiputado. De cara a las elecciones generales de 2013 se presentó junto al Pueblo de la Libertad, la Liga Norte y otros partidos de centro-derecha en la candidatura de Silvio Berlusconi.
- Datos: Q1826873